# Laragh
Laragh es una localidad situada en el condado de Wicklow, en Irlanda. Según el censo de 2022, tiene una población de 369 habitantes.
Está ubicada al este del país, a poca distancia al sur de Dublín y cerca de la costa del mar de Irlanda.